# دونالد بارکلی مولتنو
دونالد بارکلی مولتنو (به انگلیسی: Donald Barkly Molteno) (۱۳ فوریه ۱۹۰۸–۱۹۷۲ میلادی)، معروف به دیلیزینتابا («کسی که کوه‌ها را برمی‌دارد»)، نماینده پارلمان آفریقای جنوبی، وکیل قانون اساسی، مدافع حقوق مدنی و از مخالفان برجسته آپارتاید بود.

## اوایل زندگی و حرفه حقوقی
او در ۱۳ فوریه ۱۹۰۸ در کیپ تاون، در استان دماغه آفریقای جنوبی، در خانواده‌ای که سابقهٔ طولانی در فعالیت‌های سیاسی و خدمات عمومی داشت، در کیپ به دنیا آمد (بدبزرگش «جان مولتنو» ، اولین نخست‌وزیر کیپ بود).
او در «کالج دیوسسان» و دانشگاه کمبریج تحصیل کرد، جایی که در سال ۱۹۳۰ با افتخارات حقوقی فارغ‌التحصیل، به وکالت در «معبد داخلی» فراخوانده شد. پس از مدتی کار وکالت در لندن، در سال ۱۹۳۲ به آفریقای جنوبی بازگشت و به عنوان وکیل دادگستری در «کانون وکالت استان دماغه در محکمه عالی آفریقای جنوبی» پذیرفته شد. وی در سال ۱۹۵۲ «مشاور ملکه» شد و تا سال ۱۹۶۴ در انجمن وکلای مدافع کیپ کار کرد.
او هم‌چنین از سال ۱۹۶۱ تا ۱۹۶۳ «رئیس شورای کانون وکلای کیپ» بود.

## حرفه سیاسی
مولتنو از دوران جوانی درگیر سیاست ضد آپارتاید بود. در سال ۱۹۳۷ کنگره ملی آفریقا (ANC) از او خواست که نماینده آن‌ها در «مجلس ایالتی» باشد.
او در سن ۲۹ سالگی به عنوان نماینده مجلس انتخاب و به مدت ۱۱ سال تا ۱۹۴۸ میلادی نماینده حوزه انتخابیه کیپ غربی بود. در این مدت او نماینده‌ای بود که به‌طور استثنایی برجسته بوده و در اپوزیسیون نیز فعالیت می‌کرد. وی عضو «اتحادیه حقوق مدنی» ، «کافدا» و «شورای مشترک اروپاییان کیپ و بانتو» بود. همچنین وی در سال ۱۹۳۶ نماینده منطقه‌ای در «مؤسسه روابط نژادی آفریقای جنوبی در کیپ غربی» بود و از سال ۱۹۵۸ تا ۱۹۶۰ در سمت رئیس آن مؤسسه فعالیت می‌کرد.
تا حدی به دلیل مبارزه او با سیاست‌های جداسازی نژادی جی.بی.ام. هرتزوگ بود که نام خوسایی دیلیزینتابا («کسی که کوه‌ها را برمی‌دارد») را به دست آورد.
او پیش از پیوستن به «حزب مترقی» (آفریقای جنوبی) اولین رئیس کمیته قانون اساسی حزب لیبرال آفریقای جنوبی و هم‌چنین رئیس کمیسیون سیاست قانون اساسی شد. هم‌چنین یکی از مشاوران درگیر پرونده‌های قانون اساسی بود. این پرونده‌ها قدرت پارلمان اتحادیه آفریقای جنوبی را پس از تصویب «اساسنامه وست مینستر» در سال ۱۹۳۱ میلادی را زیر سؤال برد.
مولتنو از همان ابتدا که در سال ۱۹۵۵ جنبش «کمربند سیاه» آغاز شد، یکی از حامیان و مشاور حقوقی اصلی آن بود. شرکت کنندگان در این جنبش، بعدها در مورد او نوشتند: «او همه آنچه را که باید در مورد حقوق مدنی، نابرابری‌ها و بی‌عدالتی‌های قوانین تصویب شده، کنترل هجوم و خیلی چیزهای دیگر می‌دانستیم، به ما آموخت. دانش و تجربه او همه تلاش‌های ما در راستای اطلاع‌رسانی، آموزش خود و عموم مردم آفریقای جنوبی را روشن کرد.» (کمربند سیاه، فوریه ۱۹۷۳)

## حرفه آکادمیک و اواخر زندگی
آقای مولتنو عضو شورای دانشگاه کیپ‌تاون (از ۱۹۵۱ تا ۱۹۶۰) و هم‌چنین مدرس پاره وقت «حقوق اساسی و اداری» در آن مؤسسه بود. او از سال ۱۹۶۴ به‌طور تمام وقت در «کرسی حقوق هلندی رومی» سخنرانی کرد و در سال ۱۹۶۷ به عنوان استاد کرسی تازه تأسیس «حقوق عمومی» منصوب شد.
مولتنو در سال ۱۹۷۰ به ریاست دانشگاه حقوق منصوب شد. سمتی که تا زمان مرگش در سال ۱۹۷۲ حفظ کرد. او دو فرزند از همسر اولش «ورونیکا استرومسو» و سه فرزند از همسر دومش «مری فلیت گلداسمیت» داشت. «فرهنگ زندگی‌نامهٔ آفریقای جنوبی» (جلد ۵، صفحه ۵۱۵) او را به عنوان «مردی با انسانیت والا و خردمند» توصیف می‌کند.
او به عنوان یک شخصیت در رمان «آه، اما سرزمین تو زیبا است» اثر همکار و هم‌عصرش آلن پیتون ظاهر می‌شود.